# Beskrivelse af Guineeiske planter
Beskrivelse af Guineeiske planter (abreviado Beskr. Guin. Pl.) es un libro con descripciones botánicas que fue escrito por Heinrich Christian Friedrich Schumacher y publicado en el año 1829 con el nombre de Beskrivelse af Guineeiske Planter som ere Fundne af Danske Botanikere, Isaet af Etatsraad Thonning ved F. C. Schumacher. Kjöbenhavn. El libro recoge la descripción de plantas de Guinea descubiertas por botánicos daneses, especialmente por el supervisor real Peter Thonning.